# Thomas William Lyster
Thomas William Lyster (* 1855; † 1922) war Direktor der Irischen Nationalbibliothek in Dublin von 1895 bis zu seinem Ausscheiden im Jahre 1920.
Er war ab 1878 in der Nationalbibliothek beschäftigt, übersetzte 1883 Heinrich Düntzers Goethes Leben ins Englische und war Herausgeber eines Schulbuchs über Dichtung, namens Intermediate School Anthology.
Lyster war Mitglied der Church of Ireland und James Joyce benutzte seine Person als Vorlage für den „Quäkerbibliothekar“ in seinem Roman Ulysses.

## Werke
- 1883 - Düntzer’s Life of Goethe (Übersetzung ins Englische) 2 Bde
- English Poems for Young Students